# 1315 Броніслава
1315 Броніслава (1315 Bronislawa) — астероїд головного поясу, відкритий 16 вересня 1933 року.
Тіссеранів параметр щодо Юпітера — 3,176.